# Eremippus mistshenkoi
Eremippus mistshenkoi är en insektsart som beskrevs av Stebaev 1965. Eremippus mistshenkoi ingår i släktet Eremippus och familjen gräshoppor. Inga underarter finns listade i Catalogue of Life.